# Barry County, Missouri
Barry County är ett administrativt område i delstaten Missouri, USA, med 35 597 invånare. Den administrativa huvudorten (county seat) är Cassville.

## Geografi
Enligt United States Census Bureau har countyt en total area på 2 048 km². 2 018 km² av den arean är land och 31 km² är vatten.

### Angränsande countyn
- Lawrence County - nord
- Stone County - öst
- Carroll County, Arkansas - sydost
- Benton County, Arkansas - syd
- McDonald County - sydväst
- Newton County - nordväst

### Orter
- Cassville (huvudort)
- Seligman